# 观音寺塔 (菏泽)
观音寺塔，是一座位于山东省菏泽市郓城县城区的古建筑，是中华人民共和国山东省文物保护单位之一。
2006年12月7日，授予山东省文物保护单位。2019年10月，列入第八批全国重点文物保护单位。